# Jacques Le Foll
Pour les articles homonymes, voir Le Foll.
Jacques Le Foll, né le 24 octobre 1946 à Paris, est un entrepreneur et dirigeant d’entreprise français. Il a été le président du groupe Speedy jusqu'en juillet 2018 et est Senior Advisor chez Tilder depuis octobre 2018.

## Parcours
Jacques Le Foll est diplômé de SKEMA Business School et titulaire d’une Maîtrise de gestion. 
Après avoir commencé sa carrière dans la grande distribution chez Carrefour puis Euromarché, il part aux États-Unis pour créer et développer à Cincinnati la chaîne d’hypermarchés et de centres commerciaux Bigg’s sur le modèle des hypermarchés français. Très rapidement, Bigg's se classe au premier rang des chaînes alimentaires aux États-Unis.
En 1987, de retour en France, il fonde la filiale française de Toys "R" Us dont il devient Président, fonction qu’il occupe jusqu’en 2004. En 1989, la chaîne devient le numéro un de la vente de jouets en France. En 2002, l’entreprise compte 44 magasins et réalise un chiffre d'affaires annuel de 370 millions d'euros.
De 2004 à 2006, aux côtés du Fonds d'investissement Cinven, il occupe les fonctions de Directeur Général et Administrateur du groupe Photo Europe, qui regroupe les enseignes Photo Service et Photo Station et qui compte alors près de 600 magasins. Il contribue au retournement stratégique de l’entreprise sur un marché qui bascule vers le tout numérique.
Depuis mars 2008, il est président de Speedy, acteur de l’entretien et de la réparation automobile rapide en Europe. En octobre 2011, il réalise un « management buy out » sur l'entreprise avec le soutien de la Mauritius Commercial Bank. Il engage alors un plan de redéploiement stratégique et financier et orientant l’entreprise vers de nouveaux métiers et services.
En 2016, Speedy est cédé au numéro un mondial du pneu, le Japonais Bridgestone et Jacques Le Foll reste aux commandes de la société.

## Autre
- Membre de l'Automobile Club de France (ACF)
- Membre du Golf de Joyenval (78)
- Membre du Golf du Domaine de Manville (13)